# Поліарилати
Поліарила́ти — складні поліефіри, що одержуються взаємодією двоатомних фенолів (чи їх похідних) з дикарбоновими кислотами (або їх похідними).
Поліарилати є твердими речовинами з температурою розм'якшення 300—400 °C. Вони характеризуються добрими діелектричними й механічними властивостями; є стійкими до дії жирів, рідких палив, розведених кислот тощо і морозостійкими (до 100 °C нижче нуля).
З них виготовляють діелектрики, пінопласти, плівки і інші вироби, що мають високу теплостійкістю.
Загальна формула виглядає наступним чином:
{\displaystyle \mathrm {[(O)CRC(O)OR^{'}O]_{n}} }, де {\displaystyle R} — залишок дикарбонової кислоти; {\displaystyle R^{'}} — залишок двоатомного фенолу.